# Danvers (Minnesota)
Danvers è un comune (city) degli Stati Uniti d'America della contea di Swift nello Stato del Minnesota. La popolazione era di 97 persone al censimento del 2010. La comunità deve il nome alla città di Danvers nel Massachusetts.

## Geografia fisica
Secondo lo United States Census Bureau, ha un'area totale di 0,74 miglia quadrate (1,92 km²).

## Storia
Un ufficio postale chiamato Danvers era in funzione dal 1892. Danvers un tempo possedeva un deposito sulla ferrovia.

## Società

### Evoluzione demografica
Secondo il censimento del 2010, c'erano 97 persone.

### Etnie e minoranze straniere
Secondo il censimento del 2010, la composizione etnica della città era formata dal 97,9% di bianchi, l'1,0% di altre razze, e l'1,0% di due o più etnie. Ispanici o latinos di qualunque razza erano l'1,0% della popolazione.